# Schizaea elegans
Schizaea elegans är en ormbunkeart som först beskrevs av Martin Vahl, och fick sitt nu gällande namn av Olof Peter Swartz. Schizaea elegans ingår i släktet Schizaea och familjen Schizaeaceae. Utöver nominatformen finns också underarten S. e. amazonica.